# Låt kärleken slå rot
Låt kärleken slå rot är en sång skriven av Ted Gärdestad och Kenneth Gärdestad, och framförd av Ted Gärdestad på albumet Stormvarning 1981, samt släppt på singel samma år.
1999 spelades den in av Arja Saijonmaa och gavs ut på albumet En bro av gemenskap På albumet Fånga en ängel – En hyllning till Ted Gärdestad från 2004 framförde även Fame en cover på låten.